# Orhan Çıkırıkçı
Orhan Çıkırıkçı (Kırklareli, 15 aprile 1967) è un allenatore di calcio ed ex calciatore turco, di ruolo centrocampista, vice allenatore dell'Alanyaspor.